# Emirat Walencji
Emirat Walencji − państwo w muzułmańskiej Hiszpanii (Al-Andalus) istniejące w latach 1010–1238. Rządzony był przez dynastię Amirydów. Amirydzi byli potomkami Hadżiba al-Mansura abi Amira. Jego dwaj synowie panujący w latach 1002–1010 ogłosili się emirami w Walencji jako spadkobiercy Umajjadów. Nie zostali jednak uznani. Właściwym założycielem dynastii był Abd al-Aziz al-Mansur. Panowanie jego stanowiło okres rozkwitu i pokoju w Walencji. Został też uznany przez kalifów z Kordoby. W 1065 roku Abd al-Malik al-Muzaffar utracił Walencję, która została przyłączona do muzułmańskiego emiratu Toledo. Ostatecznie w 1085 roku Walencję opanował Alfons VI król Kastylii. W podboju tego emiratu dużą rolę odegrał Kasytlijczyk Cyd. Emirat padł w wyniku rekonkwisty. Na mocy traktatu z Almirry w 1238 roku na terenach tych zostało utworzone Królestwo Walencji.

## Dynastia Amirydów
- 1021-1061 Abd al-Aziz al-Mansur (wnuk al-Mansura abi Amira)
- 1061-1065 Abd al-Malik al-Muzaffar (syn)
- 1075-1085 Abu Bakr ibn Abd al-Aziz (brat)
- 1085 Uthman ibn abi Bakr (syn)